# Военно-воздушные силы Бангладеш
Военно-воздушные силы Бангладеш (бенг. বাংলাদেশ বিমান বাহিনী, Bangladesh Biman Bahini) — один из видов вооружённых сил Народной Республики Бангладеш.

## Общее состояние
Военно-воздушные силы Народной Республики Бангладеш являются самостоятельным и наиболее боеспособным и развивающимся видом национальных вооружённых сил. Они были созданы в апреле 1972 года — через год после обретения этим государством независимости от Пакистана.
По данным зарубежных СМИ, на 1 января 2002 года в составе военно-воздушных сил Бангладеш насчитывалось около 8 000 военнослужащих (примерно 5 % общей численности ВС), в том числе более 400 офицеров (из них 175 — летчики). На вооружении ВВС находилось 60 боевых самолётов.
В соответствии с положениями по боевому применению этому виду вооружённых сил в качестве первоочередных определены следующие задачи: прикрытие основных административных и промышленных центров, а также военных объектов от ударов с воздуха; непосредственная авиационная поддержка сухопутных войск; патрулирование прилегающих акваторий морей и проливных зон; ведение воздушной разведки; транспортные перевозки личного состава и техники в ограниченных масштабах. Кроме того, на них возложены и такие функции, как ликвидация последствий стихийных бедствий и проведение поисково-спасательных операций.

## Организационная структура
Выполнению поставленных задач подразделениями ВВС Бангладеш способствует отлаженная структура управления, которая позволяет планировать их деятельность в соответствии с единым замыслом командования и предусматривает всестороннее развитие этого вида вооружённых сил. Основным её элементом является штаб национальных ВВС (расположен в столице страны г. Дакка).
Штаб военно-воздушных сил организационно разделен на управления и отделы, обеспечивающие его всестороннюю деятельность: перспективное планирование развития этого вида ВС, определение направлений военно-научных исследований, создание программ совершенствования отдельных элементов национальных военно-воздушных сил, вариантов мобилизационного развертывания, планов действий в случае непредвиденных обстоятельств (стихийные бедствия, угроза национальной безопасности и т. д.), проведение учений, а также контроль за повседневной боевой подготовкой подчиненных частей и подразделений. Общее руководство этим видом вооружённых сил возложено на командующего, который одновременно является начальником штаба ВВС. Основу организационной структуры военно-воздушных сил составляют авиационные базы (Дакка, Читагонг и Джессор), на каждой из которых дислоцируется несколько авиационных эскадрилий с соответствующими подразделениями обеспечения. Командир авиабазы отвечает за боевую подготовку всех размещающихся на ней частей и подразделений.
В состав военно-воздушных сил Бангладеш входят 12 авиационных эскадрилий, из которых четыре тактические истребительные (восемь самолетов МиГ-29, из них два учебно-боевых; 15 А-5С, 14 F-6, 23 F-7M и FT-7B), одна учебно-боевая (десять FT-6, восемь L-39), одна транспортная (три Ан-32), три вертолётные (11 «Белл 212», Ми-8, 15 Ми-17) и три учебные (20 РТ-6, 12 Т-37В, восемь СМ-170, два вертолета «Белл 206L»).

## Аэродромная сеть
На территории страны имеется около 16 аэродромов с искусственной ВПП; в том числе два с ВПП длиной более 3000 м, два — от 2500 до 3000 м, четыре — от 1500 до 2500 м, один — от 900 до 1500 м и семь — до 900 м.
Базирование подразделений национальных военно-воздушных сил осуществляется в основном на четырёх авиабазах:
- Bashar — Дакка, бывший международный аэропорт Tejgaon.
- Kurmitola — Дакка, действующий международный аэропорт Hazrat Shahjalal.
- Bir Shrestho Matiur Rahman — Джессур, в 136 км юго-западнее Дакки.
- Zahurul Haque — Читтагонг

При необходимости самолеты национальных ВВС могут выполнять полётные задания, используя в качестве оперативных аэродромов наиболее крупные аэропорты страны, где созданы необходимые запасы материальных средств и есть оборудование для их полноценной эксплуатации.

## Подготовка личного состава
По оценке зарубежных экспертов, лётный состав ВВС страны имеет достаточно высокий уровень подготовки.
Свою лётную карьеру летчики начинают на авиабазе Bir Shrestho Matiur Rahman (136 км юго-западнее Дакки), где расположено учебное крыло Академии бенгальских ВВС. Перед началом базовой лётной подготовки, курсанты проходят годичный курс обучения на авиабазе, а спустя три года выпускаются оттуда со степенью бакалавра Бенгальского профессионального университета (Bangladesh University of Professionals) при участии учебного крыла Академии.
В среднем 20-25 курсантов ежегодно отбираются для прохождения первоначального лётного обучения, часть которых затем проходят годичный курс обучения на учебном самолете Nanchang PT-6. РТ-6 является экспортной версией самолета CJ-6, который в свою очередь представляет собой копию советского Як-18А, был впервые поставлен из КНР в 1977 году и является самым многочисленным типом самолета в ВВС. Всего из КНР было получено 46 самолетов, последняя партия была принята в мае 1996 года. В последние годы некоторые РТ-6 были доработаны с использованием западной авионики, включая систему GPS Garmin и автоматический радиокомпас. На 2013 год примерно 30 Nanchang РТ-6 все ещё находятся в лётном состоянии. Некоторые из них дислоцированы в Борга, расположенной в 210 км к северо-западу от Дакки, и находятся в распоряжении Школы летчиков-инструкторов.
По окончании школы курсантам присваивается первичное офицерское звание и квалификация летчика. Дальнейшее совершенствование их лётной подготовки проходит в учебно-боевой авиаэскадрилье, в боевых частях национальных ВВС, а также в учебных центрах других стран.
В прошлом пилоты бенгальских ВВС обучались иностранными инструкторами, включая представителей престижной Центральной лётной школы британских ВВС, преподаватели которой каждые три года посещают Бангладеш для оценки и стандартизации учебного процесса.
Сегодня при разработке методики обучения преимущественно используется опыт других зарубежных военных ведомств, в первую очередь Китая и США.
Боевая подготовка частей и подразделений ВВС организуется, в основном, в соответствии с планами оперативно-боевой подготовки на год. Она направлена на повышение боеспособности и боеготовности всех формирований национальных военно-воздушных сил с учётом возможных вариантов ведения боевых действий. В мирное время решение учебно-боевых задач осуществляется в условиях, максимально приближенных к реальной боевой обстановке. Для этого на территории страны оборудованы специальные полигоны и учебные центры.
Экипажи эскадрильи тактических истребителей А-5С отрабатывают способы нанесения ударов по различным наземным и морским объектам с использованием обычных авиационных бомб. Большое внимание уделяется обучению приёмам преодоления системы ПВО «противника».
Эскадрильи истребителей МиГ-29, F-7M и F-6 предназначены для прикрытия административных и экономических центров, а также военных объектов путём перехвата самолетов «противника». Кроме того, на этих же самолетах отрабатываются упражнения по применению оружия класса «воздух — земля».
Подготовка экипажей военно-транспортных самолетов направлена на отработку задач по переброске личного состава, вооружения, военной техники и средств МТО.
Характерным показателем высокого уровня профессионализма бенгальских летчиков является крайне низкий уровень аварийности ВВС Бангладеш

## Развитие ВВС
С середины 1970-х годов руководство Бангладеш сделало ставку на развитие военного сотрудничества с КНР, в результате чего для ВВС страны закупаются в основном китайские самолеты. В частности, в 1978 году Китай поставил 15 истребителей F-6 (модификация МиГ-19), а в 1986 году — 16 А-5С.
К числу последних наиболее важных мероприятий по оснащению национальных ВВС зарубежные эксперты относят приобретение в 1994 году чешских учебно-боевых самолетов L-39. В 1995 году в США приобретено 12 ранее эксплуатировавшихся учебно-тренировочных самолетов T-37В, а в 1999 году — 8 российских тактических истребителей МиГ-29.
В 1999 году в состав ВВС Бангладеш вошли три китайских учебно-боевых самолета FT-7, а в 2000 году — восемь F-7M. В начале 2000 года руководство страны достигло договоренности о приобретении четырёх тактических транспортных самолетов С-130, ранее эксплуатировавшихся в ВВС США, поставленных в 2004 году.
В 2012 году в КНР закуплена была эскадрилья современных истребителей F-7BGI.
После визита в Москву в январе 2013 года премьер-министра Шейх Хасины, во время которого было подписано соглашение о предоставлении Бангладеш кредита в размере 1 млрд долларов, в марте того же года объявлено о намерении закупить в России 24 учебно-боевых самолета Як-130 . 6  декабря 2015 года на вооружение была принята первая партия самолетов Як-130. Церемония принятия Як-130 в боевой состав ВВС состоялась на авиабазе Бангабандху. В ней участвовали премьер-министр Бангладеш Шейх Хасина Вазед, командование вооруженных сил республики, представители «Рособоронэкспорта» и корпорации «Иркут» .

## Техника и вооружение
Данные о технике и вооружении ВВС Бангладеш взяты со страницы журнала Aviation Week & Space Technology.
| Тип                          | Производство           | Назначение                                   | Количество            | Примечания                                                   | Фото     |
| Самолёты                     | Самолёты               | Самолёты                                     | Самолёты              | Самолёты                                                     | Самолёты |
| ---------------------------- | ---------------------- | -------------------------------------------- | --------------------- | ------------------------------------------------------------ | -------- |
| Як-130                       | Россия                 | учебно-боевой                                | 16 (запланировано 24) | заменяют в частях китайские истребители-бомбардировщики А-5С |          |
| Aero Vodochody L-39ZA        | Чехословакия           | учебно-боевой                                | 8                     |                                                              |          |
| Ан-32                        | СССР                   | транспортный самолёт                         | 3                     |                                                              |          |
| Cessna T-37 Tweet            | США                    | учебно-тренировочный                         | 12                    |                                                              |          |
| Chengdu F-7MG Chengdu F-7MP  | Китай · Китай          | истребитель                                  | 16                    |                                                              |          |
| GAIC FT-7                    | Китай                  | учебный истребитель                          | 8                     |                                                              |          |
| Lockheed C-130B              | США                    | транспортный самолёт                         | 4                     |                                                              |          |
| МиГ-29 МиГ-29УБ              | СССР · СССР            | многоцелевой истребитель учебный истребитель | 6 2                   |                                                              |          |
| Nanchang Q-5                 | Китай                  | штурмовик                                    | 18                    |                                                              |          |
| Nanchang CJ-6                | Китай                  | учебно-тренировочный                         | 25                    |                                                              |          |
| Вертолёты                    |                        |                                              |                       |                                                              |          |
| Bell Helicopter Textron 206L | США                    | многоцелевой вертолёт                        | 3                     |                                                              |          |
| Bell Helicopter Textron 212  | США                    | многоцелевой вертолёт                        | 4                     |                                                              |          |
| Ми-17 Ми-171 Ми-172          | СССР · Россия · Россия | многоцелевой вертолёт                        | 14 3 2                |                                                              |          |

## Опознавательные знаки

Опознавательный знак ВВС Бангладеш
Знак на киль

## Внешние ссылки
- Официальная страница ВВС Бангладеш  (англ.)
- ВВС Бангладеш на странице Scramble.nl  (англ.)